# Copa de la Reina de Balonmano 2013-14
La Copa de la Reina de Balonmano 2014 fue la 35.ª edición de la Copa de la Reina de Balonmano. Tuvo lugar en Alcobendas (Madrid), del 14 al 16 de marzo del 2014. 
Los partidos se disputaron en el Pabellón Amaya Valdemoro, con aforo para 1.894 espectadores. Fue organizado por la Federación Madrileña de Balonmano, Comunidad de Madrid, Ayuntamiento de Alcobendas y la RFEBM. Fue la primera vez que Alcobendas acogió la Copa de la Reina. 
Balonmano Bera Bera consiguió su cuarto título, tras derrotar a Ro'Casa ACE Gran Canaria en la Final, siendo el segundo título consecutivo del club vasco.

## Equipos clasificados
Los equipos clasificados fueron los ocho mejores equipos en la clasificación a mitad de temporada.
| # | Team                     | P  | W  | D | L | G+  | G−  | Dif | Pts |
| - | ------------------------ | -- | -- | - | - | --- | --- | --- | --- |
| 1 | Bera Bera                | 13 | 12 | 0 | 1 | 372 | 258 | 114 | 24  |
| 2 | Helvetia Alcobendas      | 13 | 10 | 1 | 2 | 378 | 337 | 41  | 21  |
| 3 | Ro'Casa ACE G.C.         | 13 | 10 | 0 | 3 | 381 | 327 | 54  | 20  |
| 4 | Mecalia Atlético Guardés | 13 | 9  | 0 | 4 | 322 | 310 | 12  | 18  |
| 5 | Balonmano Porriño        | 13 | 8  | 1 | 4 | 360 | 347 | 13  | 17  |
| 6 | Elche Mustang            | 13 | 7  | 0 | 6 | 344 | 325 | 19  | 14  |
| 7 | Prosetecnisa Zuazo       | 13 | 4  | 2 | 7 | 323 | 333 | −10 | 10  |
| 8 | Mar Alicante             | 13 | 5  | 0 | 8 | 313 | 330 | −17 | 10  |

## Localización
| Pabellón Amaya Valdemoro Capacidad: 1.894 |
| ----------------------------------------- |
|                                           |
| Alcobendas                                |

## Partidos
|  | Cuartos de final | Cuartos de final     | Cuartos de final |                 |    | Semifinales          | Semifinales | Semifinales |  |   | Final           | Final | Final |  |
|  |                  |                      |                  |                 |    |                      |             |             |  |   |                 |       |       |  |
|  |                  |                      |                  |                 |    |                      |             |             |  |   |                 |       |       |  |
|  | 2                | Helvetia Alcobendas  | 32               |                 |    |                      |             |             |  |   |                 |       |       |  |
|  | 2                | Helvetia Alcobendas  | 32               |                 |    |                      |             |             |  |   |                 |       |       |  |
|  | 5                | Porriño              | 25               |                 |    |                      |             |             |  |   |                 |       |       |  |
|  | 5                | Porriño              | 25               |                 | 2  | Helvetia Alcobendas  | 30          |             |  |   |                 |       |       |  |
|  |                  |                      |                  |                 | 2  | Helvetia Alcobendas  | 30          |             |  |   |                 |       |       |  |
|  |                  |                      | 3                | Rocasa ACE G.C. | 37 |                      |             |             |  |   |                 |       |       |  |
|  | 6                | Elche Mustang        | 3                | Rocasa ACE G.C. | 37 | 22                   |             |             |  |   |                 |       |       |  |
|  | 6                | Elche Mustang        |                  |                 |    |                      |             |             |  |   |                 |       |       |  |
|  | 3                | Rocasa ACE G.C.      | 24               |                 |    |                      |             |             |  |   |                 |       |       |  |
|  | 3                | Rocasa ACE G.C.      | 24               |                 |    |                      |             |             |  | 3 | Rocasa ACE G.C. | 21    |       |  |
|  |                  |                      |                  |                 |    |                      |             |             |  | 3 | Rocasa ACE G.C. | 21    |       |  |
|  |                  |                      | 1                | Bera Bera       | 26 |                      |             |             |  |   |                 |       |       |  |
|  | 8                | Mar Alicante         | 1                | Bera Bera       | 26 | 17                   |             |             |  |   |                 |       |       |  |
|  | 8                | Mar Alicante         |                  |                 |    |                      |             |             |  |   |                 |       |       |  |
|  | 4                | Mecalia Atl. Guardés | 18               |                 |    |                      |             |             |  |   |                 |       |       |  |
|  | 4                | Mecalia Atl. Guardés | 18               |                 | 4  | Mecalia Atl. Guardés | 21          |             |  |   |                 |       |       |  |
|  |                  |                      |                  |                 | 4  | Mecalia Atl. Guardés | 21          |             |  |   |                 |       |       |  |
|  |                  |                      | 1                | Bera Bera       | 26 |                      |             |             |  |   |                 |       |       |  |
|  | 7                | Prosetecnisa Zuazo   | 1                | Bera Bera       | 26 | 18                   |             |             |  |   |                 |       |       |  |
|  | 7                | Prosetecnisa Zuazo   |                  |                 |    |                      |             |             |  |   |                 |       |       |  |
|  | 1                | Bera Bera            | 29               |                 |    |                      |             |             |  |   |                 |       |       |  |
|  | 1                | Bera Bera            | 29               |                 |    |                      |             |             |  |   |                 |       |       |  |
|  |                  |                      |                  |                 |    |                      |             |             |  |   |                 |       |       |  |

### Partidos

#### Cuartos de final
| 14 de marzo de 2014 12:00 (UTC+1) | Mar Alicante   | 17–18  | Mecalia Atl. Guardés | Pabellón Amaya Valdemoro, Alcobendas Asistencia: 650 espectadores Árbitros: Amigo Plaza, García de la Galana |
| 14 de marzo de 2014 12:00 (UTC+1) | Nuria Andreu 4 | (6–7)  | Estela Doiro 5       | Pabellón Amaya Valdemoro, Alcobendas Asistencia: 650 espectadores Árbitros: Amigo Plaza, García de la Galana |
| 14 de marzo de 2014 12:00 (UTC+1) | 3× 2×          | Report | 4× 3×                | Pabellón Amaya Valdemoro, Alcobendas Asistencia: 650 espectadores Árbitros: Amigo Plaza, García de la Galana |

| 14 de marzo de 2014 15:45 (UTC+1) | Elche Mustang    | 22–24   | Ro'Casa ACE G.C.  | Pabellón Amaya Valdemoro, Alcobendas Asistencia: 400 espectadores Árbitros: Hermoso del Amo, Monjo Ortega |
| 14 de marzo de 2014 15:45 (UTC+1) | África Sempere 7 | (12–10) | Alba Albaladejo 5 | Pabellón Amaya Valdemoro, Alcobendas Asistencia: 400 espectadores Árbitros: Hermoso del Amo, Monjo Ortega |
| 14 de marzo de 2014 15:45 (UTC+1) | 6× 1×            | Report  | 4× 3×             | Pabellón Amaya Valdemoro, Alcobendas Asistencia: 400 espectadores Árbitros: Hermoso del Amo, Monjo Ortega |

| 14 de marzo de 2014 15:45 (UTC+1) | Helvetia Alcobendas | 32–25   | Balonmano Porriño | Pabellón Amaya Valdemoro, Alcobendas Asistencia: 900 espectadores Árbitros: Casado Fernández, Vera Ávila |
| 14 de marzo de 2014 15:45 (UTC+1) | Mónica Ausás 7      | (16–10) | Cecilia Cacheda 7 | Pabellón Amaya Valdemoro, Alcobendas Asistencia: 900 espectadores Árbitros: Casado Fernández, Vera Ávila |
| 14 de marzo de 2014 15:45 (UTC+1) | 6× 2× 1×            | Report  | 3×                | Pabellón Amaya Valdemoro, Alcobendas Asistencia: 900 espectadores Árbitros: Casado Fernández, Vera Ávila |

| 14 de marzo de 2014 20:15 (UTC+1) | Prosetecnisa Zuazo | 18–29   | Bera Bera          | Pabellón Amaya Valdemoro, Alcobendas Asistencia: 500 espectadores Árbitros: Fernández Molina, Murillo Castro |
| 14 de marzo de 2014 20:15 (UTC+1) | Tania Yáñez 10     | (10–18) | cuatro jugadoras 5 | Pabellón Amaya Valdemoro, Alcobendas Asistencia: 500 espectadores Árbitros: Fernández Molina, Murillo Castro |
| 14 de marzo de 2014 20:15 (UTC+1) | 4× 3×              | Report  | 5× 3× 1×           | Pabellón Amaya Valdemoro, Alcobendas Asistencia: 500 espectadores Árbitros: Fernández Molina, Murillo Castro |

#### Semifinales
| 15 de marzo de 2014 13:30 (UTC+1) | Helvetia Alcobendas               | 30–37   | Ro'Casa ACE G.C. | Pabellón Amaya Valdemoro, Alcobendas Asistencia: 1,000 espectadores Árbitros: Fernández Molina, Murillo Castro |
| 15 de marzo de 2014 13:30 (UTC+1) | Silvia Arderius, Teresa Francés 7 | (18–20) | Davinia López 8  | Pabellón Amaya Valdemoro, Alcobendas Asistencia: 1,000 espectadores Árbitros: Fernández Molina, Murillo Castro |
| 15 de marzo de 2014 13:30 (UTC+1) | 4× 2×                             | Report  | 6× 3×            | Pabellón Amaya Valdemoro, Alcobendas Asistencia: 1,000 espectadores Árbitros: Fernández Molina, Murillo Castro |

| 15 de marzo de 2014 16:00 (UTC+1) | Mecalia Atl. Guardés        | 21–26   | Bera Bera          | Pabellón Amaya Valdemoro, Alcobendas Asistencia: 500 espectadores Árbitros: Álvarez Mata, Bustamante López |
| 15 de marzo de 2014 16:00 (UTC+1) | Estela Doiro, Kurchankova 5 | (10–12) | Menéndez, Pinedo 5 | Pabellón Amaya Valdemoro, Alcobendas Asistencia: 500 espectadores Árbitros: Álvarez Mata, Bustamante López |
| 15 de marzo de 2014 16:00 (UTC+1) | 2×                          | Report  | 4× 3×              | Pabellón Amaya Valdemoro, Alcobendas Asistencia: 500 espectadores Árbitros: Álvarez Mata, Bustamante López |

#### Final
| 16 de marzo de 2014 13:00 (UTC+1) | Ro'Casa ACE G.C.                  | 21–26   | Bera Bera           | Pabellón Amaya Valdemoro, Alcobendas Asistencia: 800 espectadores Árbitros: Álvarez Mata, Bustamante López |
| 16 de marzo de 2014 13:00 (UTC+1) | María Luján, Haridian Rodríguez 6 | (10–11) | Matxalen Ziarsolo 8 | Pabellón Amaya Valdemoro, Alcobendas Asistencia: 800 espectadores Árbitros: Álvarez Mata, Bustamante López |
| 16 de marzo de 2014 13:00 (UTC+1) | 3× 2×                             | Report  | 3×                  | Pabellón Amaya Valdemoro, Alcobendas Asistencia: 800 espectadores Árbitros: Álvarez Mata, Bustamante López |

## Máximas goleadoras
| Rank | Name               | Team                | Goals |
| ---- | ------------------ | ------------------- | ----- |
| 1    | María Luján        | Ro'Casa ACE G.C.    | 17    |
| 2    | Davinia López      | Ro'Casa ACE G.C.    | 14    |
| 3    | Elisabeth Pinedo   | BM Bera Bera        | 14    |
| 4    | Mónica Ausás       | Helvetia Alcobendas | 13    |
| 5    | Teresa Francés     | Helvetia Alcobendas | 13    |
| 6    | Alba Albaladejo    | Ro'Casa ACE G.C.    | 13    |
| 7    | Haridian Rodríguez | Ro'Casa ACE G.C.    | 12    |